# Mordellistena latipalpalis
Mordellistena latipalpalis es una especie de coleóptero de la familia Mordellidae.

## Distribución geográfica
Habita en Guatemala y Honduras.